# Alexander Abercromby (Jurist)

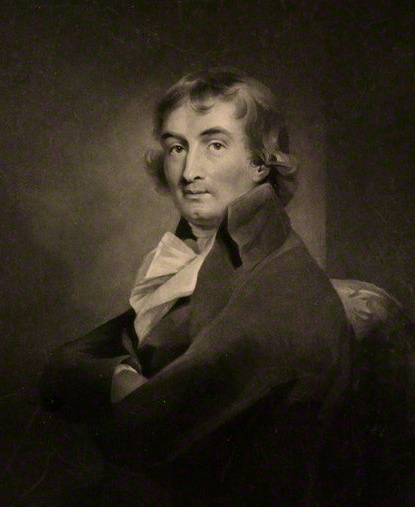
Alexander Abercromby

Alexander Abercromby, Lord Abercromby, (* 15. Oktober 1745 in Clackmannanshire; † 17. November 1795 in Exmouth, Devonshire) war ein schottischer Jurist und Essayist.
Alexander Abercromby war der vierte und jüngste Sohn des schottischen Juristen George Abercrombie, aus Tullibody in Clackmannanshire, und seiner Frau Mary, Tochter von Ralph Dundas, Esq. aus Manor. Sein Vater wurde 1705 geboren, 1728 als Anwalt zugelassen und starb am 8. Juni 1800 im Alter von 95 Jahren als ältestes Mitglied des Richterkollegiums. Zu seinen Geschwistern zählten die Generale Sir Robert Abercromby, später Oberkommandierender in Indien, und der 1801 in Ägypten gefallene Sir Ralph Abercromby.
Alexander studierte an der Universität Edinburgh, wurde 1766 Mitglied der Faculty of Advocates (eine Art Anwaltskammer) und kurz darauf Sheriff (Amtsrichter) in Clackmannanshire. Da dieses Amt aber keine persönliche Anwesenheit erforderte, praktizierte er weiter als Anwalt in Edinburgh. 1780 legte er sein Amt nieder und wurde vom damaligen Lord-Advocate of Scotland, Henry Dundas, zum Depute-Advocate ernannt. Im Mai 1792 wurde er als Lord Abercromby zum Richter am Court of Session und Law Lord und im Dezember desselben Jahres zum Lord Commissioner of Justiciary for Scotland  (Lord of Justiciary) ernannt.
Auf einer Dienstreise im Frühjahr 1795 zog er sich eine Lungenentzündung zu, von der er sich nicht mehr erholte und während eines vergeblichen Genesungsaufenthalt verstarb.
Neben seinem Beruf als Anwalt unterstützte Abercromby den Schriftsteller Henry Mackenzie, Autor des Man of Feeling (1771), bei der Gründung der Wochenzeitung Mirror, die von 1779 bis 1780 in Edinburgh erschien und verfasste selbst elf Beiträge dafür. Weitere neun Beiträge verfasste er 1785 und 1786 für den Lounger, eine ähnliche Zeitschrift.
1783 wurde er zum Mitglied der Royal Society of Edinburgh gewählt.
Einen kurzen Beitrag zu seinem Andenken verfasste sein Freund Henry Mackenzie für die Royal Society of Edinburgh (Transactions of the Royal Society of Edinburgh, Band IV).